# رئوس مطالب ریاضیات گسسته
ریاضیات گسسته شاخه‌ای از علم ریاضیات است که با عناصر گسسته سروکار دارد که از جبر و حساب استفاده می‌کند. امروزه به صورت افزاینده‌ای در رشته‌های کاربردی همچون ریاضیات و علم کامپیوتر استفاده می‌شود و همچنین ابزار خوبی برای بهبود توانایی استدلال و حل مسئله است.

## موضوعات ریاضیات گسسته
- منطق – مطالعهٔ استدلال
- نظریه مجموعه‌ها – مطالعهٔ مجموعه‌ای از عناصر
- نظریه اعداد –
- ترکیبیات – مطالعهٔ شمارش
- نظریه گراف –
- هندسه دیجیتال و توپولوژی دیجیتال
- الگوریتم‌شناسی – مطالعهٔ روش‌های محاسبه
- نظریه اطلاعات –
- نظریهٔ محاسبه‌پذیری و پیچیدگی – بررسی محدودیت‌های نظری و عملی الگوریتم‌ها
- نظریه احتمالات بنیادی و زنجیره مارکوف
- جبر خطی – مطالعهٔ معادلات خطی مرتبط
- تابع –
- مجموعه جزئاً مرتب –
- احتمالات –
- برهان (ریاضی) –
- شمارش –
- رابطه دوتایی –

## حوزه‌های ریاضیات گسسته
برخی از این حوزه‌ها مستقیماً به علوم رایانه مرتبطند.
- نظریه اتوماتا –
- نظریه کدگذاری –
- ترکیبیات –
- هندسه محاسباتی –
- هندسه دیجیتال –
- هندسه گسسته –
- نظریه گراف –
- منطق ریاضی –
- بهینه‌سازی –
- نظریه مجموعه‌ها –
- توپولوژی –
- نظریه اعداد –
- نظریه اطلاعات –
- نظریه بازی‌ها –

## مفاهیم ریاضیات گسسته

### مجموعه‌ها
- مجموعه (ریاضی) –
  - عنصر (ریاضیات) –
  - نمودار ون –
  - مجموعه تهی –
  - زیرمجموعه –
  - اجتماع (مجموعه) –
    - اجتماع مجموعه‌های مجزا –

  - اشتراک –
    - مجموعه‌های مجزا –

  - اصل متمم (ترکیبیات) –
  - تفاضل متقارن –
- زوج مرتب –
- ضرب دکارتی –
- مجموعه توانی –
- قوانین بنیادی جبر مجموعه‌ها –
- نظریه طبیعی مجموعه‌ها –
- چندمجموعه –

### توابع
- تابع –
- دامنه یک تابع –
- دامنه مشترک –
- برد (ریاضی) –
- تصویر (ریاضیات) –
- تابع یک‌به‌یک –
- تابع پوشا –
- تابع دوسویی –
- ترکیب تابع –
- تابع جزئی –
- تابع چندمقداری –
- تابع دودویی –
- توابع جزء صحیح و سقف –
- تابع علامت –
- نگاشت مشمول –
- اصل لانه کبوتری –
- ترکیب روابط –
- جایگشت –
- تقارن –

### حساب
ده‌دهی –
- دستگاه اعداد دودویی –
- مقسوم‌علیه –
- بخش بر صفر –
- شکل نامعلوم –
- حاصل‌ضرب تهی –
- الگوریتم اقلیدس –
- قضیه اساسی حساب –
- هم‌نهشتی (نظریه اعداد) –
- تابع پسین

### جبر مقدماتی
جبر مقدماتی
دو طرف معادله –
- معادله خطی –
- معادله درجه دو –
- معادله –
- تصاعد حسابی –
- رابطه بازگشتی –
- تفاضل محدود –
- تفاضل محدود –
- گروه (ریاضی) –
- ایزومورفیسم گروه‌ها –
- زیرگروه –
- قضیه کوچک فرما –
- رمزنگاری –
- فرمول فالهابر –

### روابط ریاضی
- رابطه دوتایی –
- رابطه ناهمگون –
- رابطه بازتابی –
- تساوی (ریاضیات) –
- رابطه متقارن –
- تساوی (ریاضیات) –
- رابطه پادمتقارن –
- رابطه ترایا –
  - بستار تعدی –
  - تساوی (ریاضیات) –
- هم‌ارزی و اتحاد
  - رابطه هم‌ارزی –
  - کلاس معادله –
  - تساوی (ریاضیات) –
    - نامعادله –
    - نابرابری –

  - تشابه (هندسه) –
  - هم‌نهشتی (هندسه) –
  - معادله –
  - همانی (ریاضیات) –
    - عنصر همانی –
    - تابع همانی –

  - تساوی (ریاضیات) –
  - رابطه هم‌ارزی –
  - مصداقیت –
  - اثبات یکتایی –

### واژگان ریاضی
- اگر و تنها اگر –
- لازم و کافی –
- متمایز –
- تفریق –
- قدر مطلق (ریاضی) –
- به تقریب –
- هم‌نهشتی (نظریه اعداد) –
- مشخص کردن –
- صورت نرمال –
- صورت نرمال –
- بدون از دست دادن عمومیت –
- درستی پوچ –
- تناقض، برهان خلف –
- مثال نقض –
- به‌قدر کافی بزرگ –
- پل خربگیری –
- فهرست نمادهای ریاضی –
- عکس نقیض –
- استقرای ریاضی –

### ترکیبیات
ترکیبیات
- جایگشت‌ها و ترکیب‌ها –
- جایگشت –
- ترکیب (ریاضی) –
- فاکتوریل –
  - حاصل‌ضرب تهی –
- مثلث خیام –
- اثبات ترکیبیاتی –
  - برهان دوسویی –
  - شمارش مضاعف –

### احتمالات
احتمالات
- معدل –
- مقدار چشم‌داشتی –
- متغیر تصادفی –
- فضای نمونه –
- پیشامد –
- احتمال شرطی –
- متغیرهای تصادفی مستقل –
- متغیر تصادفی –

### منطق گزاره‌ای
رابط‌های منطقی –
- جدول ارزش –
- قوانین دمورگان –
- فرمول باز –
- رئوس مطالب منطق –

## ریاضی‌دانان سرشناس ریاضیات گسسته
- پال اردوش
- رونالد گراهام
- جرج سکرش